# Leonhard von Möllendorff
Leonhard von Möllendorff (Potsdam, 28 settembre 1918 – Houffalize, 1º gennaio 1945) è stato un militare tedesco, che prestò servizio durante la seconda guerra mondiale.
Favorì involontariamente la fuga del colonnello Claus Schenk von Stauffenberg durante l'attentato a Hitler del 20 luglio 1944.

## Biografia

### I primi anni
Leonhard von Möllendorff nacque a Forstprignitz, in Germania, il 28 settembre 1918. Figlio del maggiore Friedrich Wichard (1870-1932), era il fratello di Ilse von Möllendorff e per un anno, dal 1932 al 1933, studiò al liceo di Heiligengrabe. Alla morte del padre, con il fratello Wichard, fu l'ultimo rappresentante locale delle tenute di famiglia Horst e Blumenthal, oggi distretti di Heiligengrabe.

### Il complotto del 20 luglio 1944
Durante la cospirazione del 20 luglio 1944, da ufficiale della Führer-Begleit-Division al comando del maggiore Heinz-Otto Fabian, era dal 1941 il capitano di cavalleria della riserva al quartier generale della Tana del Lupo a Rastenburg, nella Prussia Orientale, e quindi il vice comandante del campo in qualità di assistente del tenente colonnello Gustav Streve. Era un conoscente personale del colonnello Claus Schenk von Stauffenberg, ufficiale di ottima reputazione e invalido di guerra.
Dalle 10:30 alle 11:45, nella mensa degli ufficiali, fece una colazione tardiva con Stauffenberg e altri ufficiali (il capitano Heinz Pieper, gli ufficiali medici Wilhelm Tobias Wagner ed Erich Walker, e il tenente generale Henning von Thadden), fino a quando il colonnello non venne chiamato per un colloquio programmato con il generale Walther Buhle. Alle 12:44, due minuti dopo lo scoppio della bomba, con la scusa di aver ricevuto il permesso del comandante e che aveva fretta perché il generale Friedrich Fromm lo stava aspettando all'aeroporto per tornare a Berlino, Stauffenberg gli telefonò nel suo ufficio per convincere il sottufficiale di guardia, il sergente Kolbe della Führer-Begleit-Division, a lasciarlo passare al posto di controllo esterno. Poiché non sapeva ancora nulla della causa dell'allarme generale e soprattutto conosceva benissimo Stauffenberg, all'inizio non aveva ovviamente motivo di essere sospettoso. Così, pur non avendone l'autorità in assenza del comandante, che si trovava sul luogo dell'esplosione, consentì ignaro il passaggio del colonnello e del suo aiutante Werner von Haeften.
Subito dopo, con il poliziotto Johann Rattenhuber e il feldmaresciallo Wilhelm Keitel, guidò le prime indagini alla ricerca dell'autore. Secondo lui, era stato sicuramente uno degli operai edili dell'Organizzazione Todt, ma il Führer aveva già risolutamente respinto questo sospetto. Riferendo di aver autorizzato Stauffenberg a lasciare il quartier generale dopo la detonazione, al contrario di Keitel, Rattenhuber lo accusò di una negligenza inimmaginabile, poiché tutti erano fondamentalmente sospettati e l'assassino gli era sfuggito per colpa sua. Durante gli interrogatori della Gestapo, lui e il tenente Wilhelm Geisberg furono gli unici ufficiali della Führer-Begleit-Division temporaneamente costretti a consegnare le loro pistole, ma in ogni caso gli inquirenti non li ritennero coinvolti nell'attentato, avendo agito per nervosismo o rispetto al grado del colonnello.
Dopo il tentativo di assassinio di Adolf Hitler, dichiarò di aver fallito come ufficiale di guardia nel circuito di blocco I del Führerhauptquartiere, ma il maggiore Otto Ernst Remer, a capo del suo battaglione, ne conservò sempre un ricordo positivo, di valoroso e comprovato ufficiale. Alcuni storici hanno, tuttavia, ipotizzato che fosse anche lui un membro della cospirazione, circostanza negata o non confermata da altri.

### L'offensiva delle Ardenne
Premiato per le sue azioni durante l'offensiva delle Ardenne, fu nominato comandante del battaglione granatieri 928 della III Führer-Begleit-Division dopo la morte del precedente capo, il capitano Gaum, in battaglia vicino ad Hampteau, in Belgio, e si distinse particolarmente durante i combattimenti ravvicinati controcarro intorno a Hubermont.
Il 19 dicembre 1944, mentre il suo battaglione e la 18ª divisione Volksgrenadier stavano avanzando per aggirare la linea di difesa del brigadiere generale Robert Hasbrouck, ebbe un esaurimento nervoso e piangeva ogni volta che veniva citato il nome di Hitler. Nella notte tra il 27 e il 28 dicembre, in vista dell'attacco a Sibret, il suo battaglione si assunse la responsabilità di sorvegliare il settore all'estremità sud della foresta nella zona di Chenogne, a nord di Magerotte-Magery-Lavaselle e a nord-ovest di Morhet, così come il settore a sud e sud-est di Brul.

### La morte
Il 1º gennaio 1945, a Houffalize, fu ferito a morte da un colpo anticarro diretto durante un combattimento ravvicinato con le truppe statunitensi che, da capodanno, avevano sfondato le posizioni tedesche vicino a Hubermont e Laval. Tuttavia, avendo distrutto trentadue carri armati in un giorno, il gruppo corazzato della Führer-Begleit-Division riuscì a respingere le truppe statunitensi alle loro posizioni iniziali con un contrattacco.
Una settimana dopo la sua morte, l'8 gennaio, ricevette postumo la Croce di Cavaliere della Croce di Ferro per queste due azioni. Fu sepolto nel cimitero di guerra tedesco di Recogne.

## Filmografia
- Accadde il 20 luglio (Es geschah am 20. Juli), regia di Georg Wilhelm Pabst (1955), interpretato da Oliver Hassencamp.
- Stauffenberg - Attentato a Hitler, regia di Jo Baier (2004), interpretato da Jean-Paul Raths.